# Łazy (Nowa Słupia)
Łazy – część miasta Nowa Słupia, w Polsce, położona w województwie świętokrzyskim, w powiecie kieleckim, w gminie Nowa Słupia.
W latach 1975–1998 miejscowość administracyjnie należała do województwa kieleckiego.

## Historia
Łazy w roku 1884 znane w piśmiennictwie jako Łazy w czasach dzisiejszych część wsi  Nowej Słupi, ok. 1 km na S od klasztoru świętokrzyskiego.
W roku 1884 osada leśna w powiecie opatowskim parafii Łagów.
Osada położona jest na polanie o powierzchni 500 × 300 m wcinającej się w południowo-wschodni stok Łyśca, wiedzie z niej droga do klasztoru tak opisuje ją Kazimierz  Bielenin, badacz, starożytnik, specjalista w dziedzinie pradziejowego hutnictwa polskiego.
Teren na którym osada powstała należał do klasztoru świętokrzyskiego od czasów fundacji, ale osada nie występuje w źródłach pisanych przed XIX w. Nie wiadomo też, czy istniała w okresie funkcjonowania opactwa .
Badania archeologiczne wykonane przez zespoły badaczy wykazały na obszarze Łaz 24 stacje żużla ponumerowane i opisane z okresu wpływów rzymskich.
Stacja o numerach 2,4 na Łazach – stanowi osada wczesnośredniowieczna, fazy I, datowana najpierw na VII w., potem na VII-VIII w. znajduje się w niej 1 chata, palenisko, także inwentarz ruchomy, z nią związane było piecowisko niezorganizowane.
Stacja 3 Łazy w okresie fazy II, po 50-100-letniej przerwie, datowana na VIII-XI w., potem na IX-XII w. w niej 1 chata, palenisko, 5 jam, inwentarz ruchomy, była to osada rolniczo-hodowlana, uprawiano jęczmień, żyto, odkryto liczne szydła kościane, dużo buku, mieszkańcy zajmowali się tkactwem; w fazie I natomiast zajmowano się hutnictwem, kowalstwem.